# نیروگاه بادی آقکند
نیروگاه بادی آقکند نام مزرعه تولید برق با استفاده از انرژی باد در ایران می‌باشد، که در سال ۱۳۹۸ در نزدیکی شهر آقکند از توابع شهرستان میانه در استان آذربایجان شرقی در زمینی به وسعت حدود ۷۰۰ هکتار راه‌اندازی گردید. این مزرعه مجهز به ۲۰ عدد توربین ۲٫۵ مگاواتی است که توان تولید مجموعاً ۵۰ مگاوات برق را دارا می‌باشد.

## ویژگی‌ها
توربین‌های نصب شده در این مزرعه بادی برای دومین بار در ایران و توسط شرکت مپنا تولید و توسط شرکت نصب نیرو نصب شده‌اند. توربین‌های نصب شده در این مرکز هر کدام ۸۵ متر ارتفاع و دارای ۳۰۰ تن وزن می‌باشند. توربین‌ها ۳ پره‌ای بوده و طول هر پره ۵۳ متر می‌باشد. هر کدام از این توربین‌ها ظرفیت تولید ۲٫۵ مگاوات برق را داراست. این توربین بادی شامل سه بخش پایه یا برج، موتورخانه و روتور است.